# ژاک مایول
ژاک مایول (۱ آوریل ۱۹۲۷–۲۲ دسامبر ۲۰۰۱) یک غواص فرانسوی و دارنده بسیاری از رکوردهای جهانی در غواصی آزاد بود. فیلم آبی بزرگ محصول ۱۹۸۸ به کارگردانی لوک بسون از داستان زندگی او و دوستش انزو مایورکا الهام گرفته شده است. مایول یکی از فیلمنامه نویسان بود و کتابی درباب فلسفه خود دربارهٔ منشأ آبی انسان‌ها نوشت.